# Longreach
Longreach ist eine kleine Stadt im geographischen Zentrum des australischen Bundesstaates Queensland am Wendekreis des Steinbocks. Longreach hat 2738 Einwohner und ist Hauptort des Longreach Regional Council, welches eine Bevölkerung von 3647 hat. Diese Zahlen sind aber seit einigen Jahren rückläufig.

## Klima

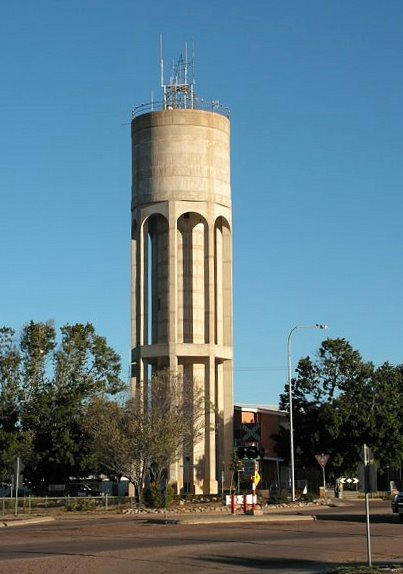
Der Wasserturm von Longreach

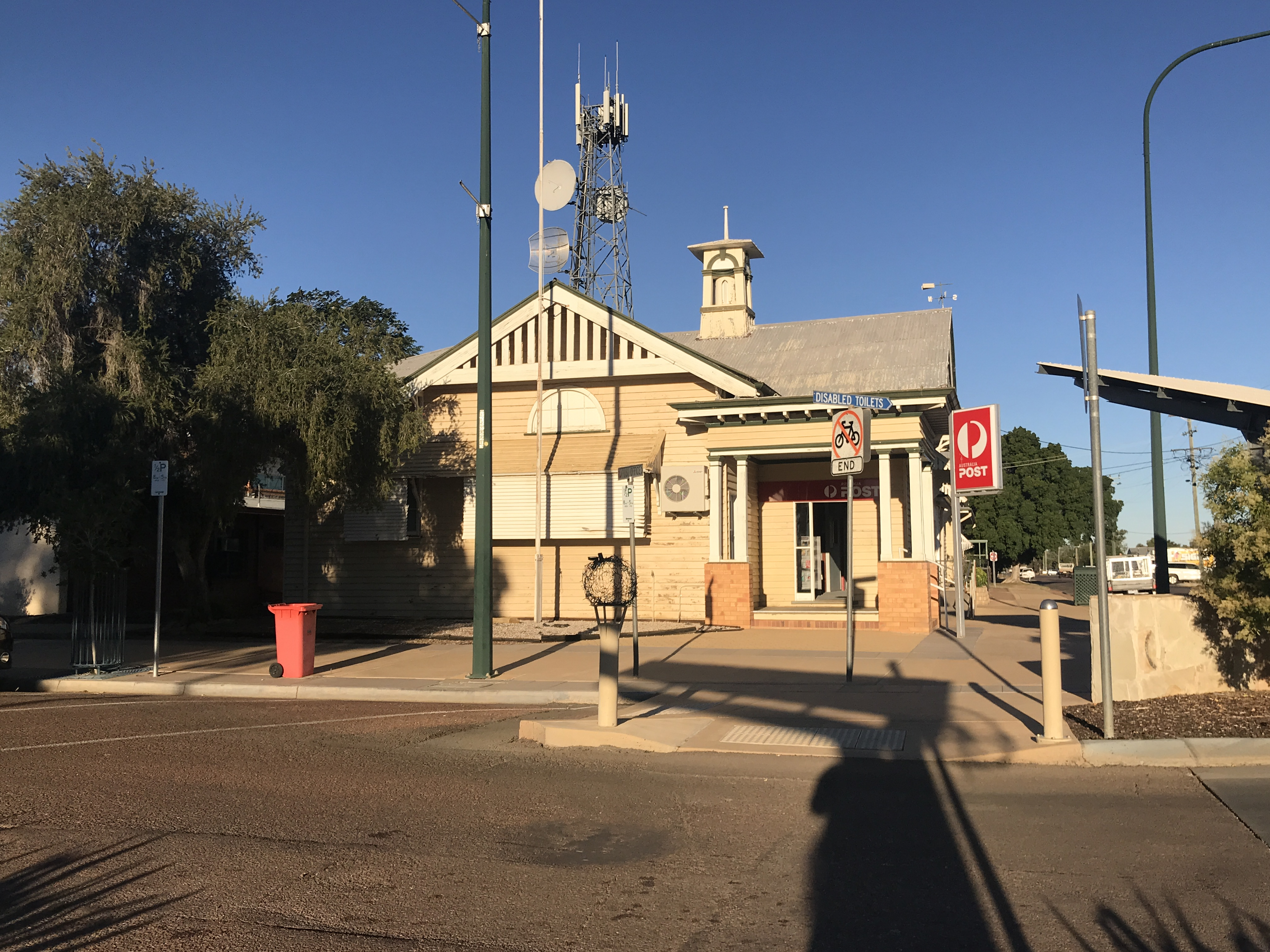
Postamt

Das Klima der Region ist kontinental geprägt, mit hohen Temperaturunterschieden zwischen Tag und Nacht. Die durchschnittliche Tageshöchsttemperatur beträgt 31,3 °C, das durchschnittliche Minimum liegt bei 15,5 °C. Die durchschnittliche Niederschlagsmenge beträgt 433,4 mm pro Jahr.

## Historisches
Der nach dem long reach, der großen Erstreckung, des am Anfang des 19. Jahrhunderts erstmals von Edmund Kennedy erkundeten Thomson Rivers benannte Ort erhielt 1897 das Stadtrecht. Mit dem Anschluss an das Eisenbahnnetz 1892 setzte ein größeres Bevölkerungswachstum ein.

## Verkehr
Noch heute verkehrt der Zug Spirit of the Outback zweimal wöchentlich zwischen Longreach und der Hauptstadt von Queensland, Brisbane. Die Reisezeit für die 1300 km lange Strecke beträgt rund 24 Stunden. Zudem führt der National Highway A2 auf seiner fast 2000 km langen Strecke von Brisbane nach Darwin, der Hauptstadt des Northern Territory, durch Longreach. Unbefestigte Straßen führen zu weiteren Orten im Outback, wie beispielsweise das für sein jährliches Pferderennen bekannte Birdsville. Der 2 km vom Ort entfernte Flughafen Longreach hat zwei Landebahnen und es bestehen regelmäßige Linienverbindungen mit dem benachbarten Winton und Brisbane.

## Wirtschaft
Die Wirtschaft der Region ist dominiert von extensiver Rinder- und Schafzucht und Longreach dient als regionales Versorgungszentrum. Eine Wachstumsindustrie ist auch der Tourismus.
Der Ort ist auch Sitz der Longreach School of Distance Education, welche über Telephonverbindungen Kinder in abgelegenen Orten und Farmen, in Australien Stations genannt, unterrichtet. 
Seit 1967 befindet sich am Ort auch eine Unterrichtsstätte der Australian Agricultural College Corporation die vormals als Longreach Pastoral College bekannt war und Fachkräfte für die Landwirtschaft ausbildet.

## Tourismus

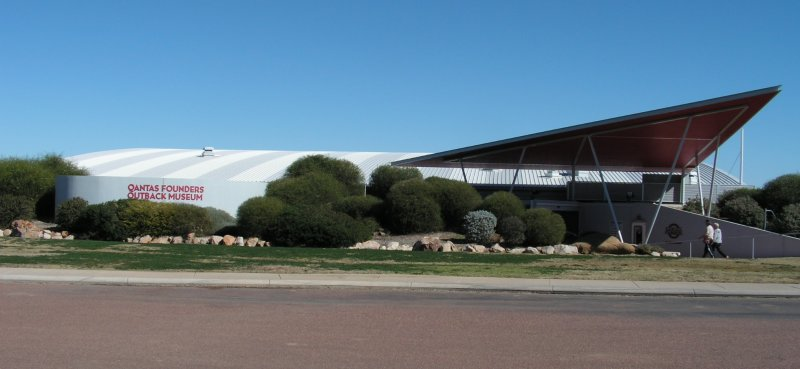
Qantas Founders Museum

Longreach ist einer der Orte, wo die 1920 in Winton gegründete nationale australische Fluggesellschaft Qantas als Queensland and Northern Territory Aerial Services ihren Anfang nahm. Der Ort war von 1921 bis 1929 Hauptsitz von Qantas. Einer der ursprünglichen Hangars von 1922 ist noch heute auf dem Flughafen des Ortes in Gebrauch.
Das populäre Qantas Founders Museum gibt nicht nur einen Überblick über die Geschichte der Fluggesellschaft, sondern hat auch neben einer Boeing 747-238 die erste von Qantas 1957 in Betrieb genommene Boeing 707-138, welche im Jahr 2006 vollständig restauriert wurde und weltweit die älteste flugfähige Maschine dieses Typs ist.

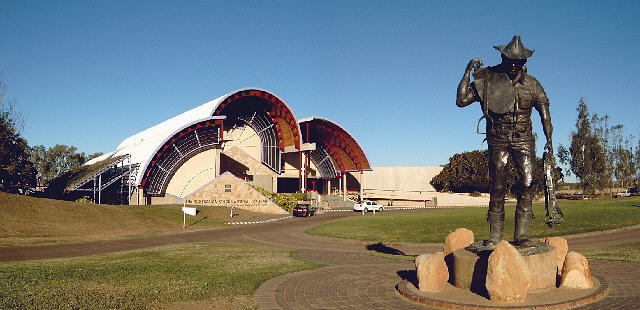
Australian Stockman’s Hall of Fame

Die Australian Stockman's Hall of Fame, die 1988 von ihrer Majestät Königin Elisabeth II. eröffnet wurde, ist eine weitere Touristenattraktion und hat seither über eine Million Besucher angezogen. Die Einrichtung, die dem Stockman – dem australischen Äquivalent des Cowboys, wenngleich Stockmen eher für ihre scharfe Zunge als scharfes Schießen bekannt sind und auf dem Kopf anstelle des Stetsons ein Akubra-Hut sitzt – gewidmet ist, stellt zahlreiche Objekte geschichtlicher und kultureller Art mit Bezug auf das Leben auf dem Land in Australien aus.

## Verschiedenes
Wie bei einer Anzahl weiterer Orte in Queensland sind auch in Longreach die Straßen nach einem Thema benannt. Hier sind es Vogelnamen. Die Hauptstraße des Ortes heißt beispielsweise Eagle Street (Adlerstraße).
Longreach ist der Geburtsort von Quentin Bryce, der vormaligen Gouverneurin des Staates Queensland und von 2008 bis 2014 der ersten Frau im Amt des Generalgouverneurs von Australien.